# Nawati Zuid
Nawati Zuid – dzielnica (wijk) miasta Kralendijk w gminie zamorskiej Bonaire, na wyspie o tej samej nazwie, w Holandii Karaibskiej. 1 stycznia 2020 r. liczyła 324 mieszkańców. Leży w północnej części miasta.